# Торревеккья-Пиа
Торревеккья-Пиа (итал. Torrevecchia Pia) — коммуна в Италии, располагается в регионе Ломбардия, подчиняется административному центру Павия.
Население составляет 2532 человека, плотность населения составляет 158 чел./км². Занимает площадь 16 км². Почтовый индекс — 27010. Телефонный код — 0382.
В коммуне 8 сентября особо празднуется Рождество Пресвятой Богородицы.